# 中村照夫
中村 照夫（なかむら てるお、1942年3月1日 - ）は、日本のジャズ・ベーシスト、音楽プロデューサー。東京都出身。

## 人物
中村照夫は、1964年からニューヨークで演奏を始めた。1969年には、ロイ・ヘインズのヒップ・アンサンブルに参加する。同じ年、スティーヴ・グロスマンと、レニー・ホワイトと共にトリオで仕事をした。2人は、中村のデビュー作でありリーダー作である1973年のアルバム『ユニコーン』に参加。このアルバムには他にもヒューバート・イーヴスIII世や、アルフォンス・ムゾーン、チャールズ・サリヴァン、ジョージ・ケイブルスら当時のニューヨークの俊英達が参加、その音楽性から後にロンドン発のレア・グルーヴ・シーンで人気アルバムともなり、現在の和ジャズ・シーンへの注目のきっかけともなった。その後、スタンリー・タレンタインのバンドに参加。1976年にグループを抜け、自らのグループ「ライジング・サン」を結成。1976年にリリースしたアルバム『ライジング・サン』、1977年にリリースしたアルバム『マンハッタン・スペシャル』作曲・アレンジは森士郎 shiro mori（日本国内でのタイトルは『ソング・オブ・ザ・バード』）は、『ビルボード』誌をはじめとする業界紙の全米ジャズ・チャートでトップ10に達した。
その後も1980年代にはプロデューサーとして活躍、ニューヨークスタイルのラジオ番組Hip Pocketの制作も開始。1990年代以降はザ・ルーツ、P.M.ドーンらに楽曲がサンプリングされるなど、当時興隆をみせていたクラブシーンでの評価も高まる。
2009年12月より、ポニーキャニオンでチータ・レーベルをスタート。ボブ・ミンツァー、オナージェ・アラン・ガムス、スティーヴ・グロスマン、グルーヴ・コレクティヴのジェイ・ロドリゲスや、ビル・ウェアのアルバムをニューヨークで制作している。
2011年6月には、レーベルの12枚目となるアルバムとして新曲も収めた初のベスト・アルバム『ホワット・イズ?』をリリース。

## ディスコグラフィー
- ユニコーン（スリー・ブラインド・マイス、1973年）
- ライジング・サン（ポリドール・レコード、1976年）
- マンハッタン・スペシャル（ポリドール・レコード、1977年）
- ライブ・アット・カーネギー・ホール（キャニオン・レコード、1979年）
- ビッグ・アップル（キャニオン・レコード、1979年）
- ルート80（キャニオン・レコード、1981年）
- スーパー・フレンズ （東芝EMI/イーストワールド、1985年）
- ウィンド・スマイル（ポニーキャニオン、1990年）
- レッド・シューズ（エイベックス、2001年）
- ホワット・イズ（ポニーキャニオン、2011年）